# Грачики (река)
Грачики, Грачинская — река в России, протекает по Каменскому и Тарасовскому районам Ростовской области. Устье реки находится в теряется близ р. Северский Донец. Длина реки составляет 18 км. Площадь водосборного бассейна — 56,7 км².
Начинается в урочище Дубовой, течёт по открытой местности в северо-восточном направлении. В низовьях протекает по северной окраине деревень Верхние Грачики и Нижние Грачики. Теряется в левобережье Северского Донца в лесу между Нижними Грачиками и озером Кочечник. В XIX веке впадала в Северский Донец.
Основной приток — балка Крутая — левый.

## Данные водного реестра
По данным государственного водного реестра России относится к Донскому бассейновому округу, водохозяйственный участок реки — Северский Донец от границы РФ с Украиной до впадения реки Калитва, речной подбассейн реки — Северский Донец (российская часть бассейна). Речной бассейн реки — Дон (российская часть бассейна).
Код объекта в государственном водном реестре — 05010400512107000013716.